# 萊克安德魯鎮區 (明尼蘇達州坎迪約希縣)
萊克安德魯鎮區（英語：Lake Andrew Township）是位於美國明尼蘇達州坎迪約希縣的一個行政鎮區。

## 地方資料
萊克安德魯鎮區的面積為92.81平方千米，當中陸地面積為76.00平方千米，而水域面積為16.82平方千米。根據2020年美國人口普查的數據，當地共有人口978人，而人口密度為每平方千米10.54人。